# サンマテオ郡
サンマテオ郡（英語: San Mateo County）は、アメリカ合衆国カリフォルニア州にある郡。サンフランシスコ半島に位置する。北部をサンフランシスコ市（郡）、南部をサンタクララ郡、南西部をサンタクルーズ郡と接する。人口は76万4442人（2020年）。

## 歴史
- 1856年 サンフランシスコ郡の一部とサンタクルーズ郡の一部を分割して設立された。

## 都市
| - サンマテオ - デイリーシティ - レッドウッドシティ （郡庁所在地） - サウスサンフランシスコ - サンブルーノ - パシフィカ - フォスターシティ - メンローパーク - バーリンゲーム - サンカルロス - イーストパロアルト - ベルモント - ミルブレー - ハーフムーンベイ - ブリズベン - ヒルズボロ - アサートン - ウッドサイド - ポートラーバレー - コルマ | - ブライスバーン - ブロードムーア - エルグラナダ - ミラマー - ハイランズベイウッドパーク - ラホンダ - ロママー - モンタラ - モスビーチ - ノースフェアオーク - ペスカデーロ - プリンストンバイザシー - エルメラドレイクヒルズ - サングレゴリオ - スカイロンダ - ウェストメンローパーク |

## 交通
- サンフランシスコ国際空港 - 日本への国際線も運航されている。
- BART - サンフランシスコ市内やサンフランシスコ湾東岸に直結している。
- en:SamTrans - 郡営バス
- サンマテオブリッジ - サンフランシスコ湾東岸への連絡橋